# HG 85 Köthen

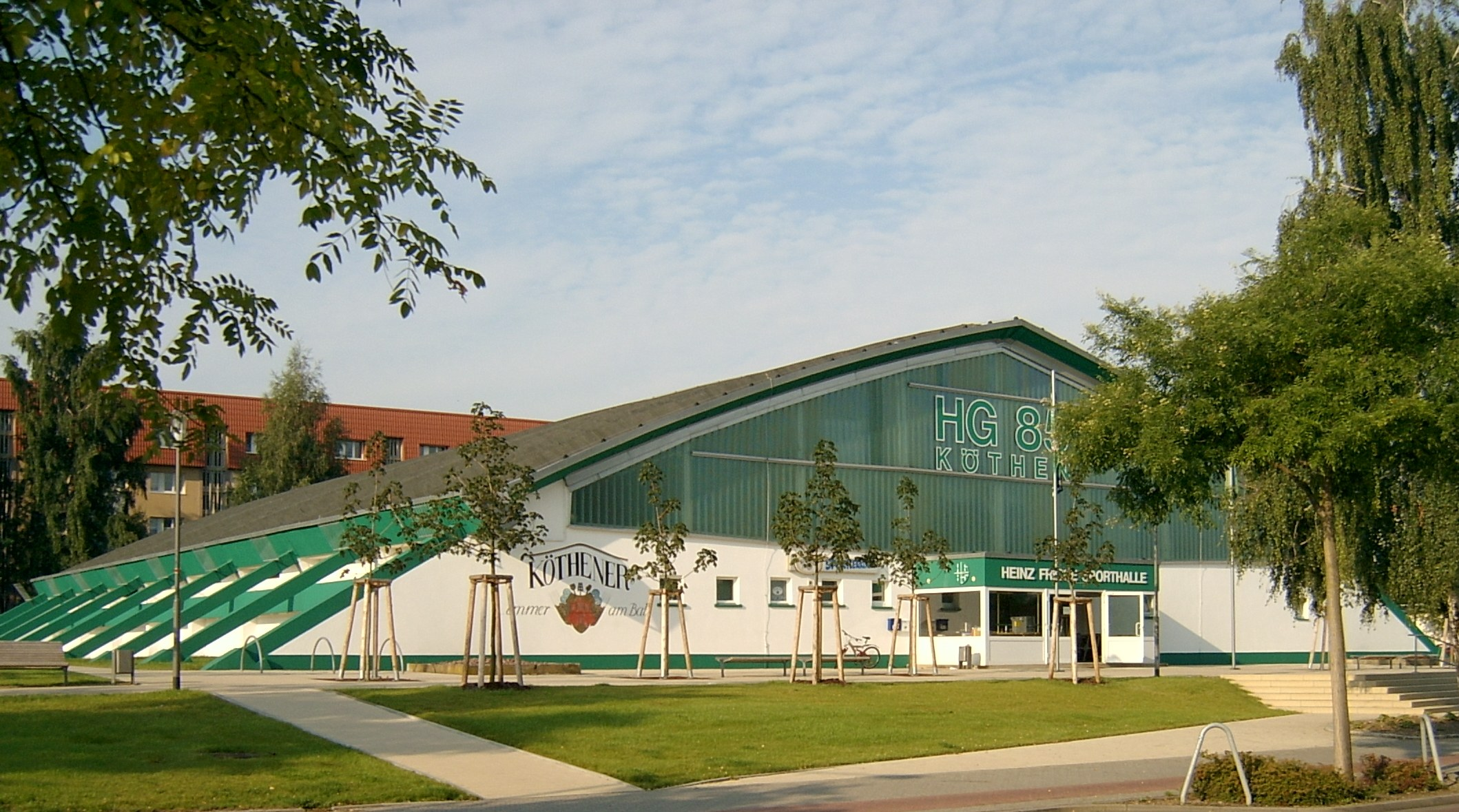
Halle des HG 85

Die HG 85 Köthen ist ein in Köthen ansässiger deutscher Handballverein.
Der Verein wurde am 29. April 1985 gegründet. Träger des Vereins waren die landwirtschaftlichen Produktionsgenossenschaften (LPG). Die Gründungsmannschaft bestand aus Spielern der Pädagogischen Hochschule Köthen, der BSG Motor Köthen und von Einheit Halle Neustadt. Später  kamen auch Spieler der Vereine SC Magdeburg, Dynamo Halle, SC Leipzig und ZAB Dessau zur HG 85. Wurde zunächst nur im Männer- und Jugendbereich gespielt, übernahm die HG 85 im Jahr 1987 die Spielerinnen von Lok Köthen.
Die erste Männermannschaft stieg gleich im ersten Jahr in die DDR-Liga (Süd) auf. In der Saison 1989/1990 spielte der Verein in der DDR-Oberliga, in den Spielzeiten 1991/1992 und 1992/1993 in der 2. Bundesliga, Staffel Mitte. Seit 1996 spielt die HG in der Regionalliga, 2010 gelang die Qualifikation für die neu geschaffene 3. Liga, aus der der Verein am Ende der Saison 2010/11 abstieg. 2014 gelang als Meister der Handball-Oberliga Mitteldeutschland der Wiederaufstieg in die 3. Liga. Allerdings folgte nach der Saison 2014/15 der Wiederabstieg in die Oberliga.
Die Spielstätte des Vereins ist die Heinz-Fricke-Sporthalle (500 Sitzplätze, 350 Stehplätze).